# Shimanami Tasogare
Shimanami Tasogare — Sonhos ao Amanhecer (しまなみ誰そ彼, Shimanami Tasogare) é uma série de manga japonesa escrita e ilustrada por Yuhki Kamatani. A história segue Tasuku Kaname, um jovem gay que encontra outras pessoas LGBTQ+ numa sala de convivência após sair do armário involuntariamente. O mangá foi serializado na revista Hibana da Shogakukan de 2015 a 2017 e no aplicativo Manga One de 2017 a 2018. A Shogakukan reuniu os capítulos em quatro volumes tankōbon sob a impressão Big Comics Special. A JBC licenciou a série no Brasil.

## Enredo
Ambientado em Onomichi, Prefeitura de Hiroshima, o estudante do ensino médio Tasuku Kaname se prepara para cometer suicídio depois que seus colegas descobrem pornografia gay em seu telefone. Antes que ele pudesse fazer isso, ele testemunhou uma pessoa pulando de uma janela, apenas para descobrir que ela estava ilesa no prédio de onde pulou. Tasuku descobre que o prédio é um "centro de acolhimento" aberto, onde ele conhece outras pessoas com diversos problemas e aprende a aceitar sua sexualidade.

## Publicação
Escrito e ilustrado por Yuhki Kamatani, Our Dreams at Dusk foi publicado pela primeira vez na revista de mangá seinen Hibana da Shogakukan, estreando na edição inaugural de abril de 2015 (lançada em 6 de março). Quando a revista encerrou a publicação em 7 de agosto de 2017, a série foi transferida para o aplicativo MangaOne da Shogakukan; lá, foi publicada até sua conclusão em 16 de maio de 2018. Shogakukan reuniu os 23 capítulos sem título em quatro volumes tankōbon sob a impressão Big Comics Special; o primeiro volume foi publicado em 11 de dezembro de 2015, e o quarto volume foi publicado em 19 de julho de 2018.
Em 20 de junho de 2022, a Editora JBC anunciou o lançamento da série no Brasil, sendo lançado de 31 de janeiro de 2023 a 28 de junho de 2023.
| - Capítulos 1–5 |

| - Capítulos 6–10 |

| - Capítulos 11–15 |

| - Capítulos 16–23 |

## Recepção
Em sua análise do mangá, Erica Friedman, fundadora da Yuricon, descreveu a narrativa de sair do armário da série como "crucial para os jovens gays japoneses". Rachel Thorn, professora associada da Faculdade de Mangá da Universidade Kyoto Seika, descreveu o trabalho como "um retrato muito mais realista da realidade para muitas pessoas LGBT etc. no Japão atualmente". Beatrice Viri, da CBR, elogiou o mangá por explorar temas LGBTQ e o chamou de "uma arte linda e metafórica e uma história sincera que deixa um impacto duradouro".
Em 14 de agosto de 2019, a série foi indicada ao prêmio de Melhor Mangá no Harvey Awards de 2019.
O Japan Media Arts Festival selecionou Shimanami Tasogare para sua exposição online de 2020 "Mangá, diversidade e inclusão", uma seleção de "cinco obras excepcionais que abordam questões de diversidade e inclusão".